# Hong Kong aux Jeux olympiques
Hong Kong participe pour la première fois aux Jeux olympiques en 1952, en tant que colonie britannique. 
Hong Kong participe ensuite à toutes les éditions des Jeux olympiques d'été, à l'exception de l'édition 1980 à Moscou, et participe aux Jeux olympiques d'hiver depuis 2002.
Le Comité national olympique de Hong Kong est fondé en 1950 sous le nom de Fédération des sports amateurs et comité olympique de Hong Kong et est maintenant connu sous le nom de Fédération des sports et Comité olympique de Hong Kong, Chine.
Après le transfert de la souveraineté de Hong Kong vers la république populaire de Chine en 1997, le Comité national olympique de la région administrative spéciale est dénommé Hong Kong, Chine. Hong Kong se présente séparément aux Jeux olympiques selon sa propre volonté.
En 2008, Hong Kong est choisi pour accueillir le site des compétitions équestres pour les Jeux olympiques d'été de 2008 à Pékin.

## Médaillés
Athlètes de Hong Kong ayant remporté une médaille olympique :
| Médaille                            | Nom                                 | Jeux         | Sport              | Épreuve                 |
| ----------------------------------- | ----------------------------------- | ------------ | ------------------ | ----------------------- |
| Médaille d'or, Jeux olympiques      | Lee Lai Shan                        | Atlanta 1996 | Voile              | Planche à Voile Mistral |
| Médaille d'argent, Jeux olympiques  | Ko Lai Chak Li Ching                | Athènes 2004 | Tennis de table    | Double hommes           |
| Médaille de bronze, Jeux olympiques | Lee Wai-sze                         | Londres 2012 | Cyclisme sur piste | Keirin                  |
| Médaille d'or, Jeux olympiques      | Cheung Ka Long                      | Tokyo 2020   | Escrime            | Fleuret individuel      |
| Médaille d'argent, Jeux olympiques  | Siobhán Bernadette Haughey          | Tokyo 2020   | Natation           | 100 m nage libre        |
| Médaille d'argent, Jeux olympiques  | Siobhán Bernadette Haughey          | Tokyo 2020   | Natation           | 200 m nage libre        |
| Médaille de bronze, Jeux olympiques | Doo Hoi Kem Lee Ho Ching Minnie Soo | Tokyo 2020   | Tennis de table    | Par équipes femmes      |
| Médaille de bronze, Jeux olympiques | Grace Lau                           | Tokyo 2020   | Karaté             | Kata                    |
| Médaille de bronze, Jeux olympiques | Lee Wai-sze                         | Tokyo 2020   | Cyclisme sur piste | Vitesse                 |
| Médaille d'or, Jeux olympiques      | Vivian Kong                         | Paris 2024   | Escrime            | Épée individuelle       |
| Médaille d'or, Jeux olympiques      | Cheung Ka Long                      | Paris 2024   | Escrime            | Fleuret individuel      |
| Médaille de bronze, Jeux olympiques | Siobhán Bernadette Haughey          | Paris 2024   | Natation           | 200 m nage libre        |
| Médaille de bronze, Jeux olympiques | Siobhán Haughey                     | Paris 2024   | Natation           | 100 m nage libre        |